# Рэйган, Джордж
Джордж Артур Рейган (англ. George Arthur Ragan; род. 24 июня, 1981, Лос-Анджелес, США, наиболее известный под сценическим псевдонимом Johnny 3 Tears) — участник рэпкор-группы Hollywood Undead.
В Hollywood Undead выступает с момента основания группы, исполняет свой отрывок почти в каждой песне. Также был солистом в группе 3 Tears. В песне Young исполняет все куплеты, также в песнях S.C.A.V.A., Pour Me, Lion, Outside, The Diary, Glory, Paradise Lost, Pray (Put Em In the Dirt), Something To Believe и Second Chances. С 2013 играет на бас-гитаре.

## Маска
- 2005—2007: белая хоккейная маска, под глазами чёрные подтёки, рот заклеен накрест красной/серебряной изолентой, на лбу несколько круглых отверстий.
- 2008—2009: голубая маска, вокруг правого глаза — чёрная бабочка, на правой щеке и на подбородке ещё несколько, под левым глазом — цифра 3. На голове — бело-золотая капитанская фуражка.
- 2010—2012: маска стала более вытянута по вертикали, цифра 3 располагается по всей левой половине лица и светится, узор бабочки более сложный. Капитанская фуражка стала чёрного цвета.
- 2013—2014: маска с элементами мозаики или же с эффектом растрескивания, состоящая из маленьких частей. Тройка, как и раньше, находится на левой половине лица, а правую украшает узор из бабочки, к тому же стала золотой.
- 2015—2016: маска имеет черты белого и синего, тройка «выбита» на левой щеке. Так же имеются элементы растрескивания. Вверху, правее тройки, видны бабочки, а также голубь с гранатой.
- 2017—наши дни: маска перекрашена в латунный цвет. Цифра 3 теперь располагается с двух сторон.

## Семья
Джордж женат. У него есть дочь Эйва (Ava) от Asia Borden. 22 октября 2019 года родилась вторая дочь — Хлоя Джеймс Рейган.

## Дискография

### В составе Hollywood Undead

#### Основная статья:Дискография Hollywood Undead
- 2008: Swan Songs
- 2009: Swan Songs B-Sides EP
- 2009: Desperate Measures
- 2010: Swan Songs Rarities EP
- 2011: American Tragedy
- 2011: American Tragedy Redux
- 2013: Notes From The Underground
- 2015: Day of the Dead
- 2017: Five
- 2018: Psalms EP
- 2020: New Empire, Vol. 1
- 2020: New Empire, Vol. 2
- 2022: Hotel Kalifornia

### Совместно с другими исполнителями
- 2020: THIS IS NØT HØLLYWØØD — Совместно с GHØSTKID
- 2020: The End/Undead — Совместно с Zero 9:36
- 2021: For The Glory — Совместно c All Good Things

### Как сольный исполнитель
- 2021: The Abyss
- 2023: Slow Roses